# Polysoma aenicta
Polysoma aenicta là một loài bướm đêm thuộc họ Gracillariidae. Nó được tìm thấy ở Zimbabwe.
Ấu trùng ăn Albizzia gummifera species. Chúng ăn lá nơi chúng làm tổ.